# U-411
Unterseeboot 411 foi um submarino alemão do Tipo VIIC, pertencente a Kriegsmarine que atuou durante a Segunda Guerra Mundial.

## Comandantes
| Comandante                 | Data                                           |
| -------------------------- | ---------------------------------------------- |
| Oblt. Gerhard Litterscheid | 18 de março de 1942 - 19 de outubro de 1942    |
| Kptlt. Johann Spindlegger  | 20 de outubro de 1942 - 13 de novembro de 1942 |

## Subordinação
Durante o seu tempo de serviço, esteve subordinado às seguintes flotilhas:
| Período                                        | Flotilha                                  |
| ---------------------------------------------- | ----------------------------------------- |
| 18 de março de 1942 - 31 de agosto de 1942     | 8. Unterseebootsflottille (treinamento)   |
| 1 de setembro de 1942 - 13 de novembro de 1942 | 6. Unterseebootsflottille (serviço ativo) |

## Operações conjuntas de ataque
O U-411 participou das seguinte operações de ataque combinado durante a sua carreira:
- Rudeltaktik Vorwärts (25 – 18 de setembro de 1942)
- Rudeltaktik Westwall (8 – 9 de novembro de 1942)
- Rudeltaktik Schlagetot (9 – 13 de novembro de 1942)